# 小松村田製作所
株式会社小松村田製作所（こまつむらたせいさくしょ、Komatsu Murata Manufacturing Co.,Ltd.）は、石川県小松市に本社を置く村田製作所の子会社である。

## 概要
1981年設立。ワンセグ・モジュールやETCモジュール、VCOといったモジュール製品の開発・生産を行なっている。

## 主な製品
- ワンセグ・モジュール
- ETCモジュール
- VCO
- 無線LANモジュール
- Bluetoothモジュール
- アイソレータ
- DC-DCコンバータ

## 所在地
本社・工場
〒923-0804　石川県小松市光町93番地